# كاونت موريتز فون فرايز
كاونت موريتز فون فرايز (بالألمانية: Moritz Reichsgraf von Fries)‏ هو ملحن نمساوي، ولد في 6 مايو 1777 في فيينا في النمسا، وتوفي في 26 ديسمبر 1826 في باريس في فرنسا.

## وصلات خارجية
- كاونت موريتز فون فرايز على موقع ميوزك برينز (الإنجليزية)